# Henrik Böhlig
Henrik Böhlig (* 3. Oktober 1908 in Hamburg; † 13. Dezember 1966 in Hamburg) war ein deutscher Bildhauer.

## Leben

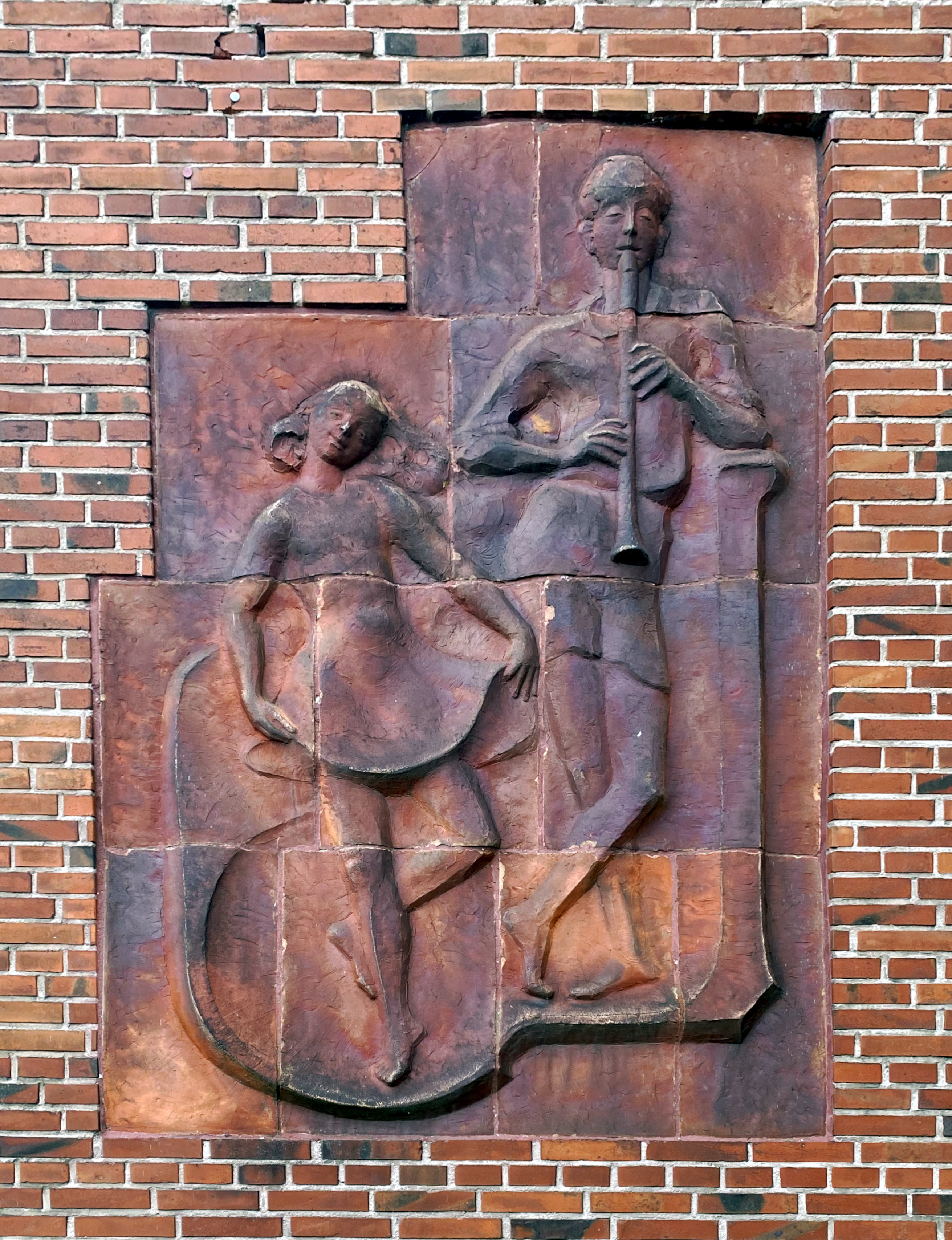
Flötenspieler und Tänzerin (1953)

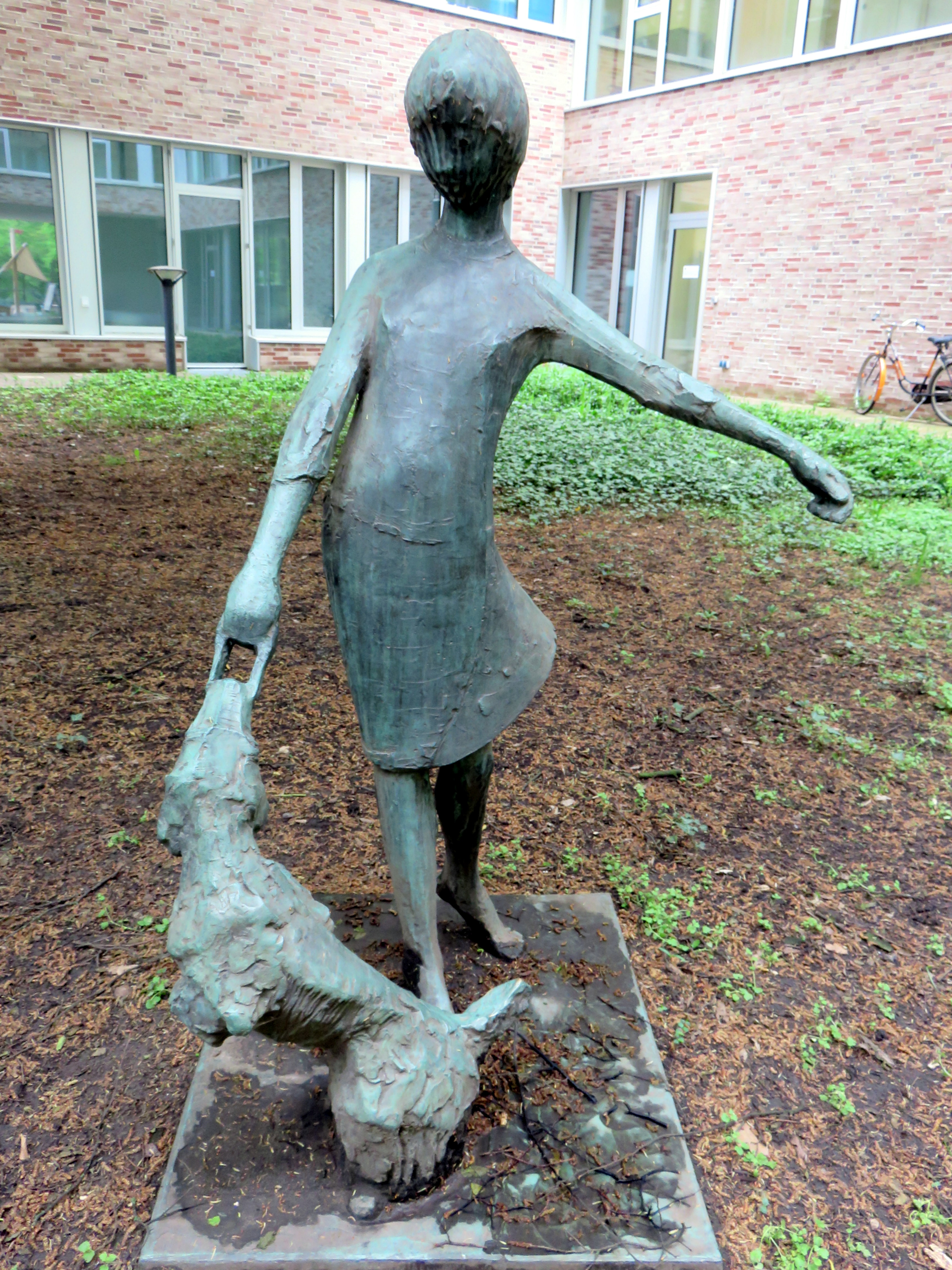
Mädchen mit Hund (1960)

Henrik Böhlig wuchs in Hamburg auf, sein älterer Bruder Rolf wurde später Maler. Henrik Böhlig studierte von 1928 bis 1929 Philosophie an der Universität Hamburg, danach arbeitete er bis 1931 als Werklehrer an der Internationalen Schule in Genf. Von 1931 bis 1934 studierte er an der Landeskunstschule Hamburg bei Arthur Illies, Eduard Steinbach und Richard Luksch. Ab 1935 unterhielt er ein eigenes Atelier, 1936 heiratete er.
Böhlig diente ab 1940 in der Wehrmacht und geriet in Kriegsgefangenschaft, aus der er 1948 entlassen wurde und nach Hamburg heimkehrte. Nach einer längeren Pause arbeitete er erneut als Bildhauer. Böhlig war mit Hans Martin Ruwoldt und Karl August Ohrt befreundet. Böhlig schuf überwiegend naturalistische Skulpturen, die ab 1955 mehrfach im Programm Kunst am Bau von der Stadt Hamburg angekauft wurden. Seine Skulpturen weisen formal vereinfachte Flächenverläufe auf und sind meist schlank gestreckt. Ab den 1960ern wirkten seine Arbeiten formalisierter und verfremdet. 1966 nahm sich Böhlig das Leben.

## Werke im öffentlichen Raum (Auswahl)
- 1951/1953: Flötenspieler und Tänzerin, Keramik-Relief, Schule Eschenweg, Hamburg-Fuhlsbüttel
- 1958: Musizierende Mädchen, 3-teilige Plastik, Schule Lerchenfeld, Hamburg-Uhlenhorst
- 1958–1966: Mädchen mit Flöte, figürliche Plastik, Schule Schulbergredder, Hamburg-Poppenbüttel
- 1958–1959: Zwei Mädchen, Schule an der Berner Au, Hamburg-Farmsen-Berne
- 1960: Mädchen mit Hund, Krankenhaus Eppendorf (Kinderpavillon), Hamburg-Eppendorf
- 1960–1962: Jüngling rettet das Gute, Märchenfigur, Schule Bahrenfelder Steindamm, Hamburg-Bahrenfeld
- 1962: Reifenspieler, Ortsdienststelle Lurup (Lüttkamp), später Eckhoffplatz, vor Lurup Center, Hamburg-Lurup (2019 gestohlen[3])
- 1963: Knabe auf dem Pferd, Schule St. Pauli, Balduinstraße / Friedrichstraße in Hamburg-St. Pauli
- o. J.: Duvenwischen, Hamburg-Volksdorf